# 外轉子馬達

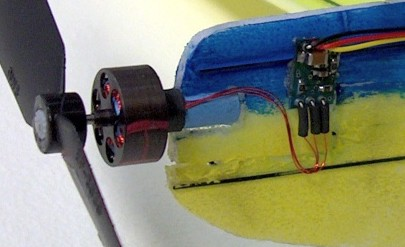
裝在遙控飛機機鼻上的外轉子馬達

外轉子馬達是指轉子在定子外側的电动机，常用在遙控飛機上。
外轉子馬達的外側是會旋轉的轉子，內部則是定子繞組，像CD-ROM的馬達就是這類馬達。目前也常將CD-ROM上的外轉子馬達改裝到小型旳遙控飛機上。目前可以購得將CD-ROM馬達改為飛機馬達的套件。
一般而言，外轉子馬達的極數會比較多，所以其轉速會比對應的傳統佈局內轉子馬達要慢（比使用釹磁鐵的內轉子馬達要慢，但仍比鐵氧體內轉子馬達要快），但可以輸出較大的力矩。若應用在電動飛機的螺旋槳上，可以省入變速齒輪額外的重量、複雜度、損失以及噪音。有些前開式的直驅洗衣機也使用外轉子馬達。
目前已有許多不同尺寸的外轉子馬達，由於其體積小巧，效率高，在個人電子交通工具上很常使用，例如電動自行車、電動滑板車及電動摩托車。

## 外部連結
- Brushless, outrunner-type electric motor schematics and info （页面存档备份，存于）